# 中野幸夫
中野幸夫（なかの ゆきお、1955年 -）は、日本の実業家。アルビレックス新潟社長。元Jリーグ専務理事、元日本サッカー協会常務理事。
新潟の立ち上げに尽力し、99年のチーム創設から専務取締役として経営に携わる。2005年に社長に就任すると、浦和に次ぐ年間65万人以上の集客を誇るクラブに育て「新潟の奇跡」の先導役を果たした。
2008年に退任し、Jリーグの専務理事に就任。2017年1月から再びアルビレックス新潟社長として8年ぶりに就任したが、2018年12月に退任しアルビレックス新潟取締役常勤顧問兼アルビレックス新潟後援会副会長就任。2020年11月から再びアルビレックス新潟社長。

## 人物
新潟県立巻高等学校、国際商科大学を卒業。新潟にプロサッカークラブを誕生させようと、94年にアルビレオ新潟後援会事務局、翌年にアルビレオ新潟設立事務局を担当。池田弘を社長に迎えプロ入りを目指し、自身も専務取締役として経営に関わった。ただ当初は練習施設も資金もなく、選手はアマチュア。赤字で何度も増資を繰り返した。しかし、FIFAワールドカップの前年に新潟に大きなスタジアムができたのを機に戦略を練り、観客の八割を無料招待するなどスタジアムを満杯にすることで収入が見込めるようになった。招待方法は無造作にチケットを配るのではなく、自治会や小中学校ルートからアプローチした。最初は多くの自治会の班長に拒否反応を示されたが、「新潟を元気にしたい」という招待事業の主旨を根気強く繰り返し説明し、3年後には新潟市内すべての自治会が受け入れてくれるようになった。その結果、観客動員数の記録を68万人までに更新する人気チームとなった。2005年に前社長の池田弘から引き継ぎ、株式会社アルビレックス新潟の代表取締役社長に就任、しかし在任期間4年間で経営赤字を2期連続（2007年、2008年）計上し退任、翌年の2009年1月からJリーグの専務理事に就任した。2017年1月から8年ぶりに株式会社アルビレックス新潟の代表取締役社長に就任。2018年9月、成績不振により2018年12月31日付けで退任すると発表された。2019年1月、アルビレックス新潟取締役常勤顧問兼アルビレックス新潟後援会副会長就任。2020年11月から再びアルビレックス新潟社長。

### アジア戦略
新潟時代から、シンガポールのSリーグにJリーグのクラブチームを初めて参加させるなど、グローバルな戦略を行っている。アジアの各リーグと関係を築くことは、Ｊリーガーのセカンドキャリアにも役立つと言い、Jリーグではアジア戦略室が設置され、タイ、ベトナム、 ミャンマー、カンボジア、 シンガポール、インドネシアなど、東南アジア６カ国との間にパートナーシップ協定を締結した

## 経歴
- 1994年:アルビレオ新潟後援会 事務局を担当[5]
- 1995年:アルビレオ新潟 設立事務局を担当[5]
- 1999年:アルビレックス新潟専務取締役[5]
- 2003年:アルビレックス新潟ゼネラルマネージャー[5]
- 2005年 - 2008年:アルビレックス新潟 代表取締役社長[5]
- 2008年:Jリーグ理事[5]
- 2009年
  - Jリーグ専務理事[5]
  - 日本サッカー協会常務理事[5]
- 2010年
  - Jヴィレッジ 取締役[5]
  - Jリーグメディアプロモーション 代表取締役社長[5]
- 2016年
  - Jリーグメディアプロモーション 代表取締役会長[5]
  - ジェイリーグエンタープライズ 代表取締役会長[5]
  - Jリーグフォト 代表取締役会長[5]
  - Jリーグデジタルエンタテインメント 代表取締役会長[5]
  - J ADVANCE 代表取締役会長[5]
  - ジェイ・セイフティ 代表取締役社長[5]
- 2017年:アルビレックス新潟 代表取締役社長[5]
- 2019年:アルビレックス新潟取締役常勤顧問兼アルビレックス新潟後援会副会長
- 2020年:アルビレックス新潟 代表取締役社長

## 関連人物
- 反町康治
- 池田弘